# 王璐瑶 (射击运动员)
王璐瑶（1998年3月18日—），浙江省温州市龙湾区人，中国国家射击队成员。

## 战绩
2012年，王璐瑶进入温州体育运动学校射击队，师从游秀霞。2016年12月6日，在2016亚洲气步枪锦标赛中，王璐瑶获得女子10米气步枪个人和团体两项冠军。2017年中华人民共和国第十三届运动会中，获得女子10米气步枪团体赛冠军。2019年6月27日，在2019年全国射击个人锦标赛中，她获得女子10米气步枪项目冠军。
2021年7月，入选2020年夏季奥林匹克运动会中国代表团，参加东京奥运会10米气枪比赛。资格赛中以625.6环排名第18，无缘决赛。失利后，新浪微博上有账户对她进行网暴，随后新浪发布公告，对65个诋毁选手的账号进行禁言处罚。